# Listrognathus transversus
Listrognathus transversus är en stekelart som först beskrevs av Cameron 1912.  Listrognathus transversus ingår i släktet Listrognathus och familjen brokparasitsteklar. Inga underarter finns listade i Catalogue of Life.